# Eudorylas bentoni
Eudorylas bentoni är en tvåvingeart som beskrevs av José Albertino Rafael 1991. Eudorylas bentoni ingår i släktet Eudorylas och familjen ögonflugor. Inga underarter finns listade i Catalogue of Life.